# Comunità montana dell'Area Grecanica
La Comunità montana dell'Area Grecanica era una comunità montana calabrese, situata nella provincia di Reggio Calabria. La sede della Comunità si trovava nella cittadina di Bagaladi.
La Comunità montana pur mantenendo lo stesso nome, ha subito una profonda modifica dopo il 2008 con la legge di revisione delle Comunità montane. Infatti sono stati messi da parte dalla Comunità montana, alcuni comuni tra i quali Melito Porto Salvo che era anche la sede della vecchia Comunità montana. Aveva assorbito parte della vecchia "Comunità Montana Versante Ionico Meridionale Capo Sud".
Con Legge Regionale n.25/2013 le Comunità Montane calabresi sono state soppresse e poste in liquidazione. Con delibera della Giunta Regionale n. 243 del 04/07/2013 sono stati nominati i Commissari liquidatori.

## Geografia fisica
All'atto della soppressione la Comunità montana era composta da 8 comuni che gravitanti sulle pendici meridionali dell'Aspromonte, nella cosiddetta area grecanica, dove sono presenti molti comuni che parlano il dialetto greco. La comunità aveva una superficie di 355,26 km² ed una popolazione di circa 15.000 abitanti.

## Comuni
| Stemma | Comune               | Popolazione (ab) | Superficie (km2) |
| ------ | -------------------- | ---------------- | ---------------- |
|        | Bagaladi             | 1.134            | 30 km²           |
|        | Bova                 | 455              | 46 km²           |
|        | Roccaforte del Greco | 610              | 54 km²           |
|        | Roghudi              | 1.213            | 36 km²           |
|        | San Lorenzo          | 2.855            | 64 km²           |
|        | Staiti               | 292              | 15 km²           |
|        | Palizzi              | 2.382            | 52,26 km²        |
|        | Condofuri            | 4.982            | 58 km²           |

## Galleria d'immagini

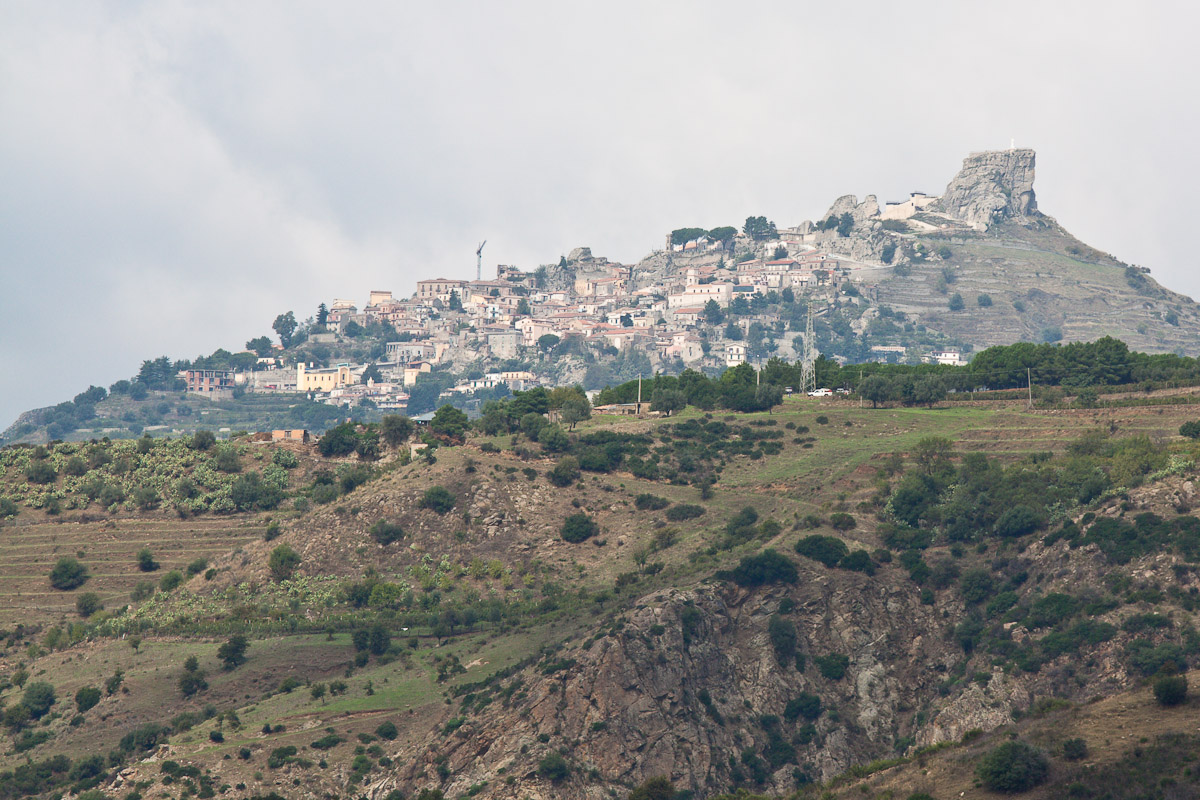
Bova vista da Palizzi
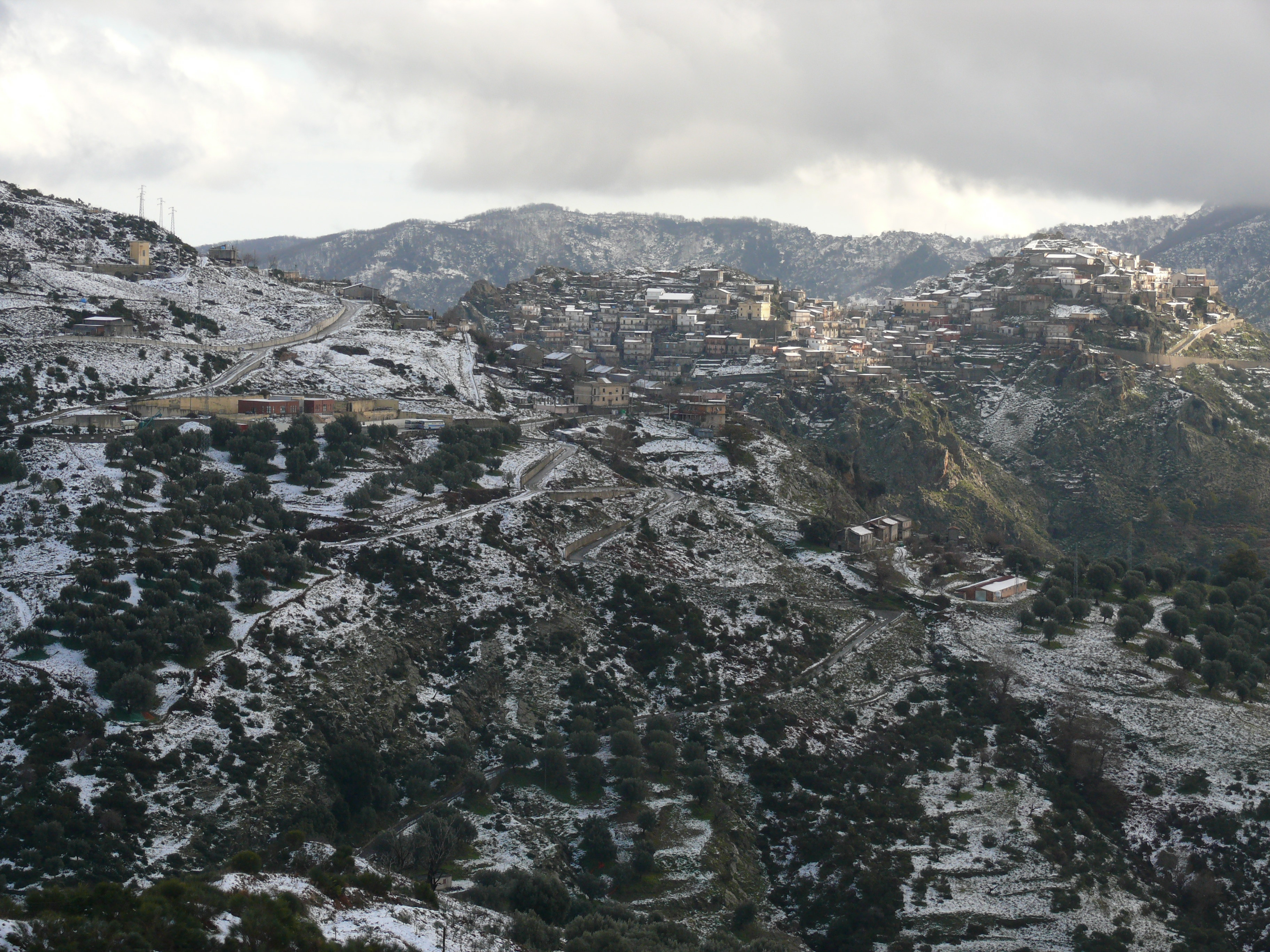
Panorama di Roccaforte del Greco
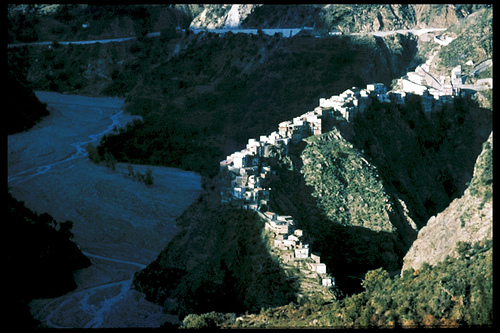
Roghudi vecchi, centro abbandonato